# Ilha do Mel
Ilha do Mel (il cui nome significa "Isola del Miele") è un'isola brasiliana, situata nello stato del Paraná, a 4 chilometri dalla costa. Anche se la parte di continente più vicina all'isola è la città di Pontal do Paraná, Ilha do Mel in realtà appartiene al municipio di Paranaguá, distante 24 chilometri.
L'isola è un'area di conservazione ambientale permanente: il 95% del territorio è riservato alla flora e fauna locali. Per questo, la presenza di esseri umani è rigorosamente controllata: l'ammissione massima è di 5000 persone al giorno.
Questa disposizione influenza direttamente il turismo, che è la principale attività economica dell'isola. Le spiagge di Ilha do Mel sono considerate fra le più belle del Brasile. Non può entrare nell'isola nessun tipo di autoveicolo, e neppure i veicoli a trazione animale. Non esistono terreni lastricati, né è attivo alcun sistema di illuminazione pubblica.

## Storia
Le prime attestazioni di presenze umane sull'isola risalgono a circa 6 000 anni fa. Sono stati scoperti due sambaquis, che sono depositi di materiale organico oppure calcare (come pezzi di conchiglie) accumulati dall'attività umana. Questi reperti archeologici indicano la presenza di uomini nell'isola.
Prima della colonizzazione portoghese, la regione di Ilha do Mel era popolata da un gruppo indigeno conosciuto come carijós, della famiglia dei tupi-guarani. Poi gli europei sono sbarcati sull'isola e si sono mescolati con gli indigeni.
Non ci sono tracce sicure del primo arrivo degli europei in Ilha do Mel, però si sa che i colonizzatori sono arrivati nell'isola di Superagui – punto geografico molto vicino a Ilha do Mel – nel 1545. Gli abitanti che vi si sono stabiliti hanno sfruttato le risorse naturali, pescavano e coltivavano piante come banana e aipim, una specie di tubero locale.
Nel corso degli anni, l'isola ha mantenuto la caratteristica di essere riservata ed un po' misteriosa. Infatti, fino agli anni ottanta del secolo scorso, Ilha do Mel non aveva un sistema idrico e neppure elettricità nelle case. L'acqua è arrivata nel 1985, mentre la luce elettrica nel 1988. All'inizio, il generatore funzionava dalle sette alle due di mattina. Soltanto dal 1998 l'energia è diventata disponibile 24 ore al giorno.

## Ambiente

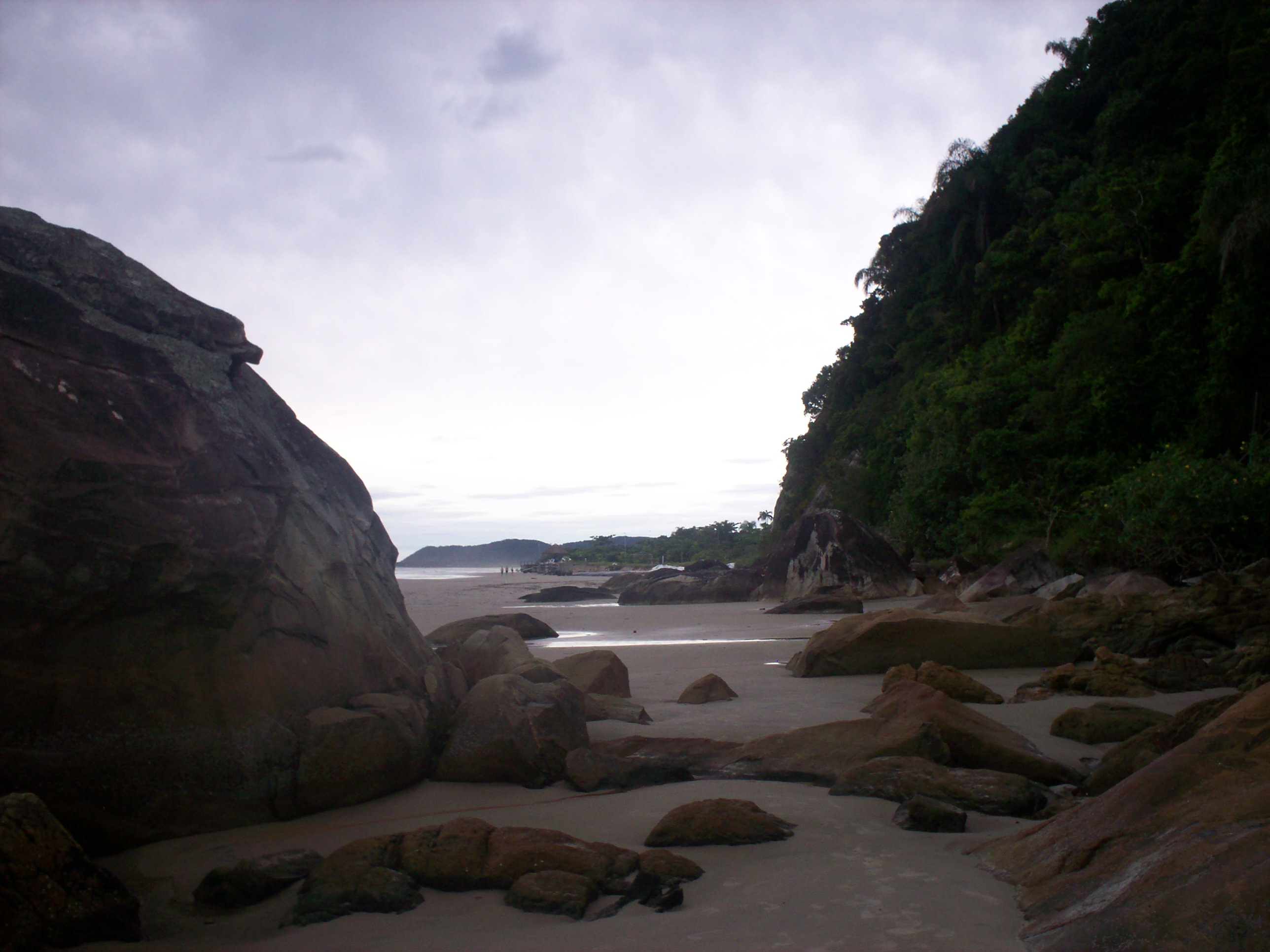
È comune trovare pietre come queste nelle spiagge di Ilha do Mel

Ilha do Mel è situata in mezzo alla “Mata Atlântica”, l'ecosistema originariamente caratteristico della costa brasiliana. Prima dell'arrivo dei colonizzatori portoghesi, la Mata Atlântica copriva 1.315.460 km², il 15% dell'area totale del Brasile. Oggi, sono rimasti soltanto 102.012 km², il 7% dell'area originale. Ilha do Mel, tuttavia, è un esempio di preservazione ambientale. L'amministrazione dell'isola è a carico dell'IAP (Istituto Ambientale del Paraná) da 1980.
Dai 2.710 ettari di area totale dell'isola, 2.241 sono protetti dalla Stazione Ecologica Ilha do Mel, creata dal Governo dello Stato del Paraná nel 1982. Oltre 338 ettari appartengono al Parco Statale di Ilha do Mel. Soltanto 120 ettari dell'isola (il 7,8% dell'area totale) sono destinati all'insediamento umano. Inoltre, in base a una legge del 2004, è vietato costruire qualsiasi nuovo edificio nell'isola. Sono accettate soltanto modifiche nelle strutture già esistenti.
La legge ha lo scopo di preservare, oltre all'area già protetta nei parchi ambientali, anche la natura presente nella zona di abitazione. Negli ultimi anni, si è osservato che mentre le aree di preservazione ambientale sono state mantenute in ottimo stato, lo stesso non si è verificato per le aree intorno agli insediamenti umani.

## Geografia

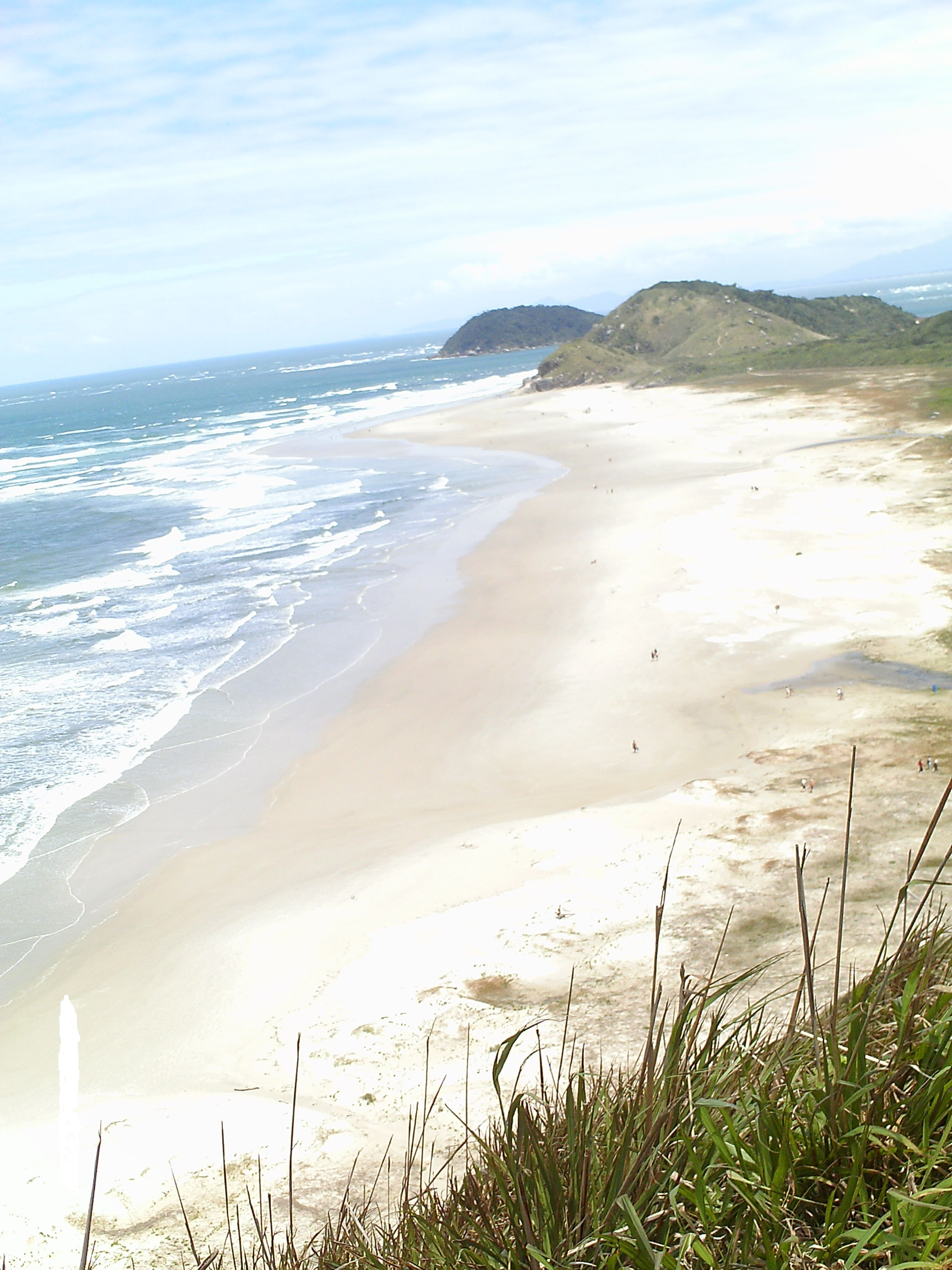
"Praia de Fora" vista dal monte del faro

Ilha do Mel è situata nella Regione Sud dal Brasile, alla latitudine di 25°30'S e alla longitudine di 48°20'W, a circa 4 chilometri dalla città più vicina, Pontal do Paraná, e 24 chimoletri da Paranaguá. Il capoluogo dello Stato di Paraná, Curitiba, è circa 100 km lontano.
La mappa dell'isola è simile al numero otto, però con una parte di molto maggiore dell'altra. La parte maggiore contiene sostanzialmente la Stazione Ecologica e la Fortezza. Ci sono costruzioni soltanto nelle regioni vicino alla costa, di fronte al mare. Non ci sono sentieri che passiano attraverso questa parte dell'isola.
La parte minore, invece, è quella più popolata e quella che ospita la maggior quantità di ristoranti, piccoli negozi, case dei nativi. Lì, ci sono dei sentieri che permettono il passaggio delle persone. I due moli dove le barche ormeggiano sono situati in questa sezione di Ilha do Mel. Encantadas si localizza nell'estremità dell'isola mentre Nova Brasília è vicino all'istmo, che unisce le due parti dell'isola.
L'istmo è oggetto di studio geologico da molti anni, principalmente a causa della timore che il processo erosivo divida Ilha do Mel in due isole diverse. Non c'è un consenso sul futuro del luogo. Alcuni affermano che è soltanto una questione di tempo fino alla separazione definitiva.
Altre ricerche, invece, hanno scoperto che la misura dell'istmo è molto influenziabile per via delle maree e non si può affermare quando oppure se la separazione succederà.
Osservando i tabulati della misura dell'istmo nel corso degli anni, si nota che, nonostante la striscia di sabbia fosse molto maggiore negli anni cinquanta, a cui risalgono i primi accertamenti, non si riscontra un andamento uniforme del processo.
Si vede che ad un certo punto, nel 1995, la separazione è davvero avvenuta. Però, negli anni successivi, la quantità di sabbia che unisce le due parti dell'isola è nuovamente aumentata.
| Anno | Larghezza dell'istmo |
| ---- | -------------------- |
| 1954 | 152 metri            |
| 1980 | 85 metri             |
| 1987 | 47 metri             |
| 1991 | 23 metri             |
| 1992 | 4 metri              |
| 1995 | 0                    |
| 1998 | 10 metri             |
| 2001 | 20 metri             |
| 2002 | 15 metri             |
| 2003 | 20 metri             |
| 2004 | 30 metri             |

Fonte: Ilha do Mel Preserve
L'isola è caratterizzata da una grande quantità di rilievi. Il punto più alto è il Morro do Miguel (Monte di Miguel), con 151 metri.

## Turismo

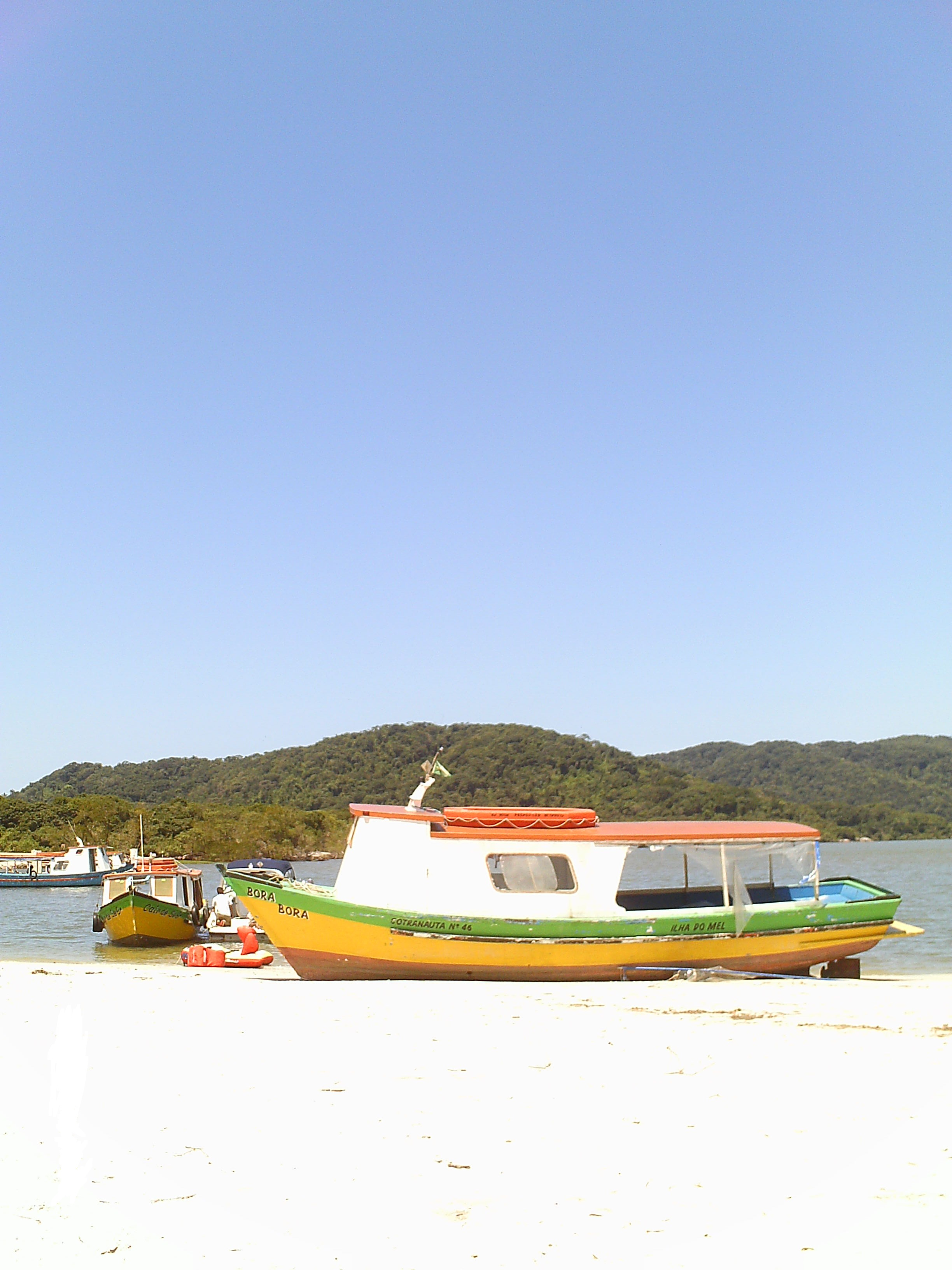
Una delle barche che portano i turisti all'isola

Il turismo è la principale attività economica dell'isola. I periodi più pieni sono l'estate e le feste. Siccome c'è il limite di 5 000 persone al giorno, per i turisti c'è la possibilità di non essere ammessi sul traghetto per Ilha do Mel. Però, questa situazione non è molto comune e solitamente succede solo nella festa di Capodanno oppure a Carnevale.
C'è soltanto un modo di arrivare a Ilha do Mel: in barca. Le barche che partono da Paranaguá arrivano all'isola dopo 1h30. L'atra opzione – via Pontal do Paraná – è più veloce: circa 30 minuti di viaggio. Nell'acquisto del biglietto (che costa 23 reais, circa 10 euro andata e ritorno, i turisti possono scegliere tra due destinazioni: Nova Brasília oppure Encantadas. Queste sono i nomi delle due principali spiagge. Le macchine non possono essere trasportate nelle barche.
Non ci sono alberghi nell'isola. La scelta più comune sono le “pousadas”, strutture meno complesse degli alberghi, però con la stessa funzione. Il luogo di campeggio più comune è il giardino davanti alla casa dei nativi. I prezzi variano nel corso dell'anno da circa di 5 e 15 reais (2 e 6 euro).
Ilha do Mel attrae diversi tipi di turisti. Si osserva una grande presenza di stranieri, principalmente altri sudamericani. Anche i surfisti appaiono con frequenza nell'isola. Infatti, secondo l'Associazione Brasiliana di Surf Professionale, le spiagge di Ilha do Mel sono le migliori dello Stato del Paraná per praticare lo sport.

## Attrazioni Turistiche
Ilha do Mel è conosciuta per la combinazione di bellezze naturali e storiche. Queste locali sono le principali attrazioni dell'isola:

### Farol das Conchas

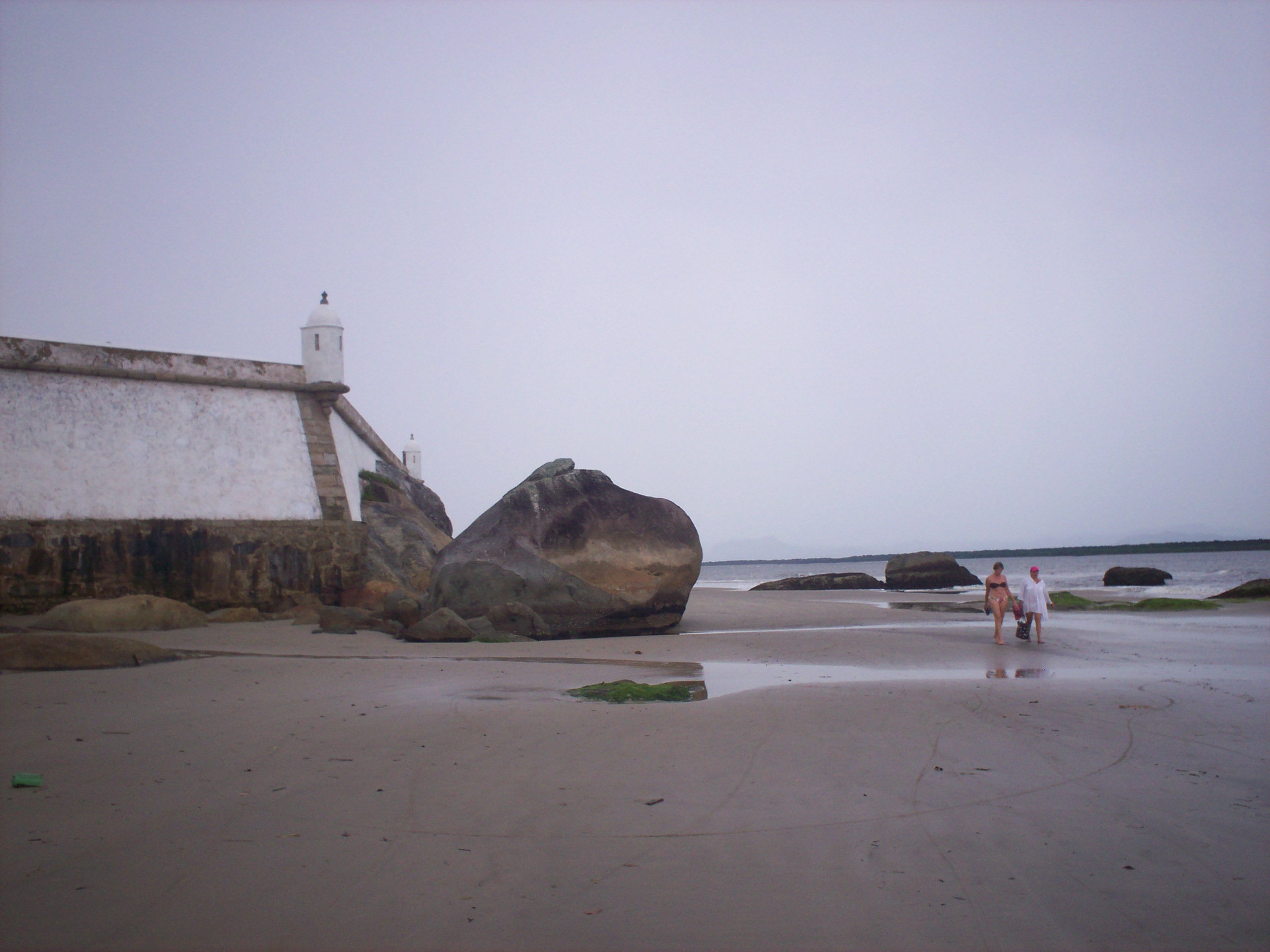
La Fortezza vista dalla spiaggia

Localizzato vicino al molo di Nova Brasília, Farol das Conchas (che significa “Faro delle Conchiglie”) è stato costruito nel 1872 su ordine di Dom Pedro I, all'epoca imperatore del Brasile. Il materiale della costruzione è stato portato dalla Scozia, terra all'epoca fortemente legata alla costruzione dei fari. Lo scopo del faro era di aiutare la localizzazione delle navi che passavano verso la Baía de Paranaguá. Oggi il faro continua a funzionare. Del resto, è un'attrazione turistica perché è situato sopra un monte da dove si può osservare gran parte dell'isola, il mare, le spiagge e anche l'istmo.

### Fortaleza de Nossa Senhora dos Prazeres

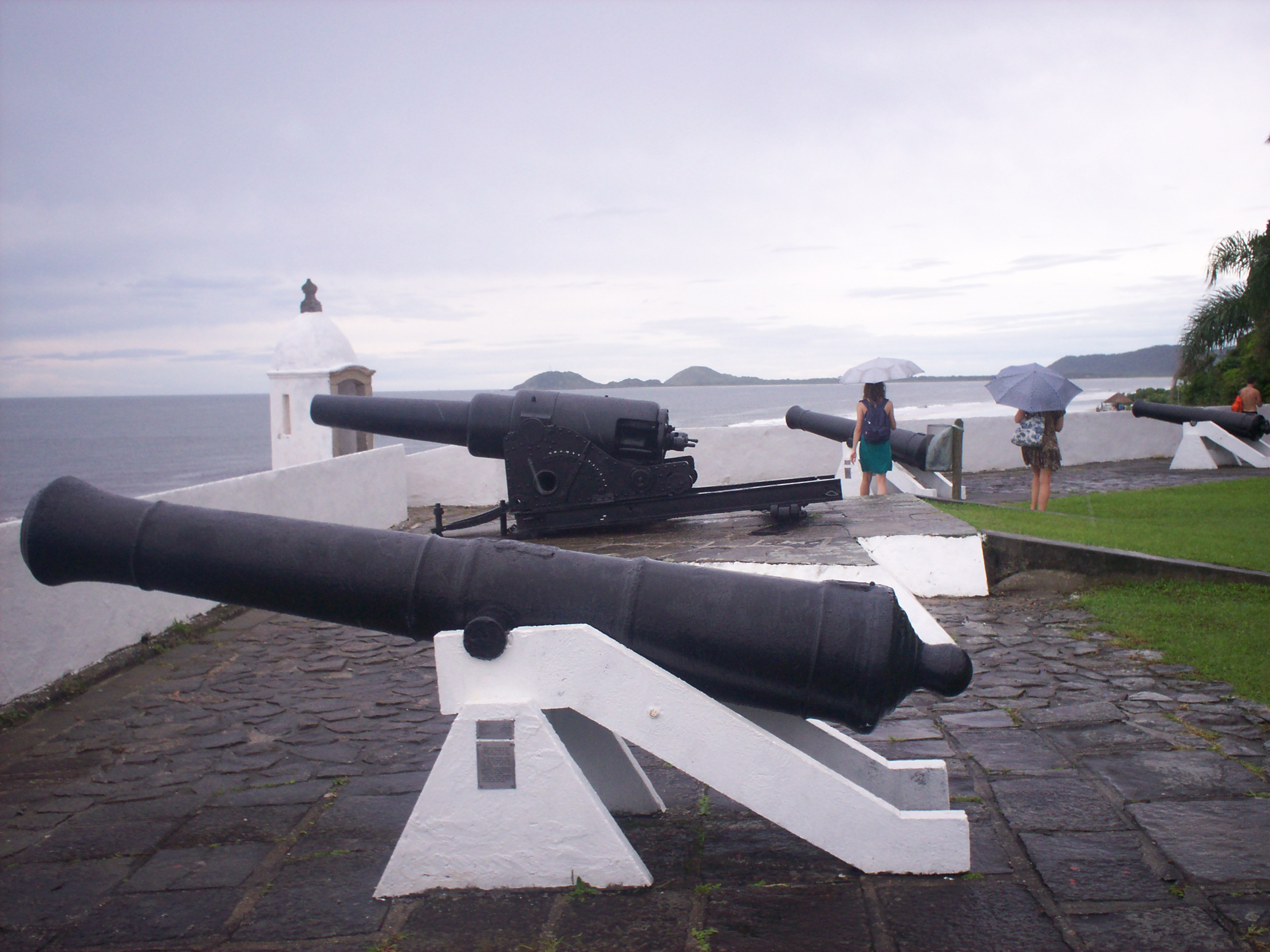
I cannoni presenti dentro la Fortezza

Unica costruzione di importanza storica nella parte più grande dell'isola, Fortaleza de Nossa Senhora dos Prazeres (che significa “Fortezza di Nostra Signora dei Piaceri”) fu costruita nel XVIII secolo. I lavori sono stati finiti nel 1769. L'edificio ha pareti di 1,5 m di spessore.
La costruzione fu fatta a causa della guerra tra Portogallo e Spagna per i territori nell'America del Sud. I portoghesi consideravano quella di Ilha do Mel una localizzazione strategica da proteggere. Però, la posizione si è rivelata meno importante del previsto poiché è noto che navi spagnole hanno raggiunto Paranaguá senza intervento della fortezza.
Durante la seconda guerra mondiale, Ilha do Mel è diventata “zona di guerra”. Circa 200 soldati occupavano il luogo. Un'altra sezione è stata attivata sopra il Morro da Baleia (Monte della Balena), giusto davanti alla Fortezza, con cannoni e labirinti per nasconderli. Lassù, c'è anche un punto panoramico con una vista sul mare.

### Gruta de Encantadas
La “Grotta di Encantadas” è la principale attrazione di quella spiaggia – e la più importante attrazione naturale di tutta l'isola. La grotta è stata costruita tramite l'azione costante del mare sulle rocce durante il passare degli anni. Al di là del processo naturale, la grotta è piena di mistero.
La leggenda del popolo racconta che una coppia indigena si era innamorata, ma le famiglie non erano favorevoli alla relazione. Ciononostante, loro avevano deciso di sposarsi. Il padre della ragazza, però, li scoprì e gettò sopra di loro una maledizione: tutte le figlie della coppia sarebbero diventate sirene assassine. I giovani rimasero insieme, ma non riuscirono a sfuggire alla maledizione. E secondo la leggenda, le sirene hanno scelto proprio la grotta di Encantadas come luogo in cui attrarre gli uomini col loro canto per poi ucciderli.

## Nome
Non si sa sicuramente l'origine del nome di Ilha do Mel, che significa “Isola del Miele”. Una delle ipotesi più accreditate riguarda un Ammiraglio tedesco chiamato Mehl e la sua famiglia che, prima della prima guerra mondiale, si erano dati all'apicoltura nell'isola. Infatti, ci sono testimonianze di altri membri delle forze armate che producevano miele in quello stesso luogo.
La stessa parola “mehl”, che significa “farina” in tedesco, può essere l'origine del nome dell'isola tenendo presente che Ilha do Mel è stato nel passato un luogo dove si effettuava il commercio di una serie di merci, tra di loro la farina.
C'è un'altra isola chiamata Ilha do Mel un po' al sud, nella Baía di Babitonga, nello Stato di Santa Catarina. Prima della ufficializzazione del nome attuale, l'isola era chiamata Ilha da Baleia (“Isola della Balena”) per via del disegno della sua mappa, che ricorda l'animale.

## Trasporto

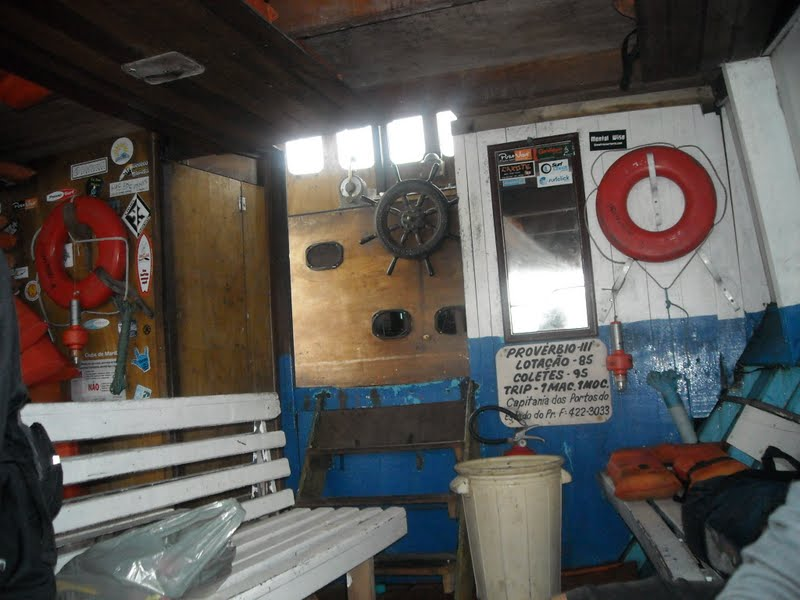
Uno sguardo all'interno di una barca

Siccome è vietato l'ingresso di tutti i tipi di autoveicolo, non ci sono vie propriamente dette nell'isola, soltanto piccoli sentieri pedonali. L'unico mezzo di trasporto dentro Ilha do Mel è la bicicletta. Ci sono diversi luoghi dove noleggiarla. Non c'è sistema di trasporto pubblico.
Il trasporto tra le spiagge di Nova Brasília ed Encantadas è fatto con le stesse barche che vanno al continente. Vicino ai moli, si possono prendere barche per luoghi specifici come la Fortezza. I prezzi variano secondo l'epoca dell'anno e il proprietario della barca.

## Infrastruttura

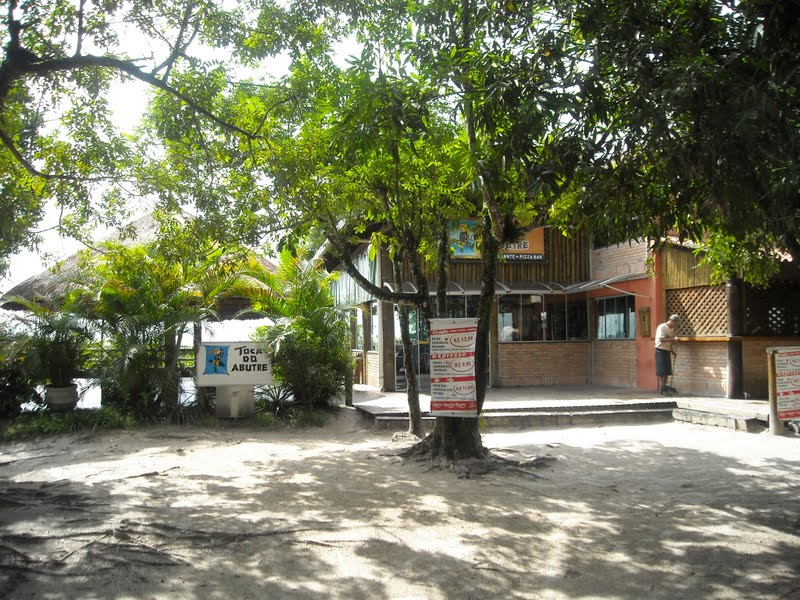
Un esempio di sentiero vicino al molo di Nova Brasilia

Ilha do Mel non ha alcuni servizi fondamentali per la populazione come ospedali oppure farmacie. Nell'ambito della salute, l'unica struttura disponibile è un pronto-soccorso vicino al molo di Nova Brasília. Per questo, si pregano i turisti di portare loro stessi le loro medicine.
Vi sono soltanto due scuole elementari in tutta l'isola: una nella zona di Nova Brasília e l'altra in Encantadas. La scuola di Encantadas porta lo studente fino al quarto anno e quella di Nova Brasília, fino al sesto. Dal settimo anno in poi, gli alunni devono prendere la barca per Pontal do Paraná oppure Paranguá per poter andare a scuola.
Benché l'isola abbia ricevuto energia elettrica per più di 20 anni, non è attivo alcun sistema di illuminazione pubblica. Per questo, si raccomanda che le persone portino torce durante le serate. Inoltre, la sera le terre di Nova Brasília ed Encantadas diventano incomunicabili tra di loro. Le possibilità di comunicazione di giorno avvengono attraverso le barche oppure camminando tra le spiagge e le pietre – non ci sono sentieri verso l'interno. Queste due opzioni non sono disponibili la sera.

## Clima

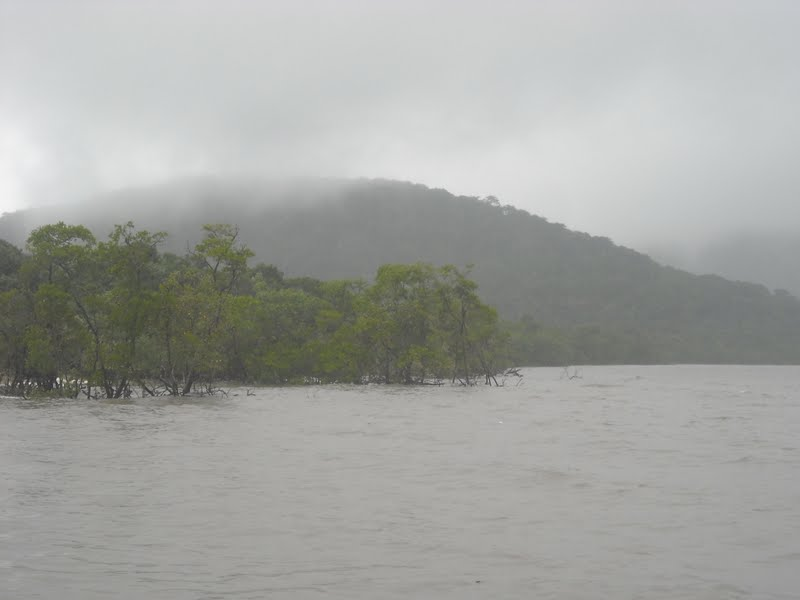
Una mattina fredda di nebbia nell'isola

Ilha do Mel è situata in una zona di transizione fra clima tropicale e clima subtropicale umido. Per via della vicinanza al mare, la variazione della temperatura durante il giorno non è tanto grande quanto in città come per esempio Curitiba. La stessa caratteristica di esser vicina all'Oceano limita il caldo nell'estate e il freddo nell'inverno.
Il mese più caldo in Ilha do Mel è gennaio, che coincide con il periodo di vacanze della maggioranza dei brasiliani. La temperatura massima media è circa 28 gradi, mentre la minima rimane circa intorno ai 19. L'estate, però, è anche la stagione più umida dell'anno. Febbraio è il mese in cui piove di più: quasi 300 mm.
L'inverno, invece, rappresenta il periodo secco: luglio è il mese con meno pioggia dell'anno: soltanto 67 mm. Il mese più freddo è settembre, alla fine dell'inverno, invece di luglio oppure giugno, quando si registrano le temperature più basse in Brasile. La stagione più fredda è anche il periodo in cui l'isola presenta più spesso la nebbia, di solito all'alba.
| Mese                      | Gennaio | Febbraio | Marzo | Aprile | Maggio | Giugno | Luglio | Agosto | Settembre | Ottobre | Novembre | Dicembre |
| ------------------------- | ------- | -------- | ----- | ------ | ------ | ------ | ------ | ------ | --------- | ------- | -------- | -------- |
| Massima media (°C)        | 28,2    | 27,4     | 27,4  | 25,3   | 23,4   | 21,4   | 21,9   | 21,7   | 20,2      | 22,3    | 22,9     | 24,9     |
| Minima media (°C)         | 19,4    | 19,3     | 19,0  | 16,7   | 14,2   | 12,4   | 12,0   | 13,1   | 13,1      | 14,6    | 15,7     | 17,5     |
| Precipitazioni medie (mm) | 261,5   | 293,9    | 242,2 | 156,8  | 115,3  | 108,5  | 67,2   | 78,2   | 127,1     | 148,9   | 134,2    | 166,6    |
| Fonte: Tempo Agora        |         |          |       |        |        |        |        |        |           |         |          |          |